# Небіжка
Небі́жка — село в Україні, у Луцькому районі Волинської області. Входить до складу Луцької міської громади. Населення становить 260 осіб.

## Історія
У 1906 році село Рожиської волості Луцького повіту Волинської губернії. Відстань від повітового міста 10 верст, від волості 15. Дворів 41, мешканців 428.
У 2017—2020 у складі Жидичинської сільської громади.
12 червня 2020 року, згідно з розпорядженням Кабінету Міністрів України  № 708-р, село увійшло до складу Луцької міської громади.
19 липня 2020 року, в результаті адміністративно-територіальної реформи та ліквідації Ківерцівського району, село увійшло до складу Луцького району.

## Населення
Згідно з переписом УРСР 1989 року чисельність наявного населення села становила 267 осіб, з яких 111 чоловіків та 156 жінок.
За переписом населення України 2001 року в селі мешкало 260 осіб.

### Мова
Розподіл населення за рідною мовою за даними перепису 2001 року:
| Мова       | Відсоток |
| ---------- | -------- |
| українська | 97,31 %  |
| російська  | 1,54 %   |
| білоруська | 0,77 %   |
| німецька   | 0,38 %   |